# SMS Satellit
SMS Satellit – austro-węgierska kanonierka torpedowa z końca XIX wieku. Jeden z okrętów zakupionych podczas poszukiwań typu okrętu najlepiej dostosowanego do potrzeb Kaiserliche und Königliche Kriegsmarine.
„Satellit” przetrwał I wojnę światową. W 1920 roku został przekazany do Francji i tam złomowany.